# Petlikowce Stare
Petlikowce Stare (ukr. Старі Петликівці) – wieś w rejonie czortkowskim obwodu tarnopolskiego.
Przez wieś przechodzi droga terytorialna T 2006 (prowadzi m.in. do Zarwanicy) a obok droga krajowa N18.

## Historia
Juliusz Leopold Franciszek Korytowski w 1865 zaślubił Wandę z Młockich, właścicielkę dóbr ziemskich Petlikowce Stare, Petlikowce Nowe, Bielawińce, Kurdwanówka, córkę Franciszka i Sabiny z Dziokowskich herbu Trąby z odmianą.
W 1901 działała gorzelnia Michała Lewickiego.
C. K. Rada Szkolna Krajowa orzeczeniem l. 7495 z 6 marca 1905 przekształciła 1-klasową na 2-klasową szkołę ludową w Petłikowcach Starych w okręgu szkolnym buczackim.
W II Rzeczypospolitej miejscowość była siedzibą gminy wiejskiej Petlikowce Stare w powiecie buczackim województwa tarnopolskiego.
8 września 1931 ks. prałat Władysław Libreski w otoczeniu duchowieństwa dekanatów podhajeckiego i buczackiego, w asystencji proboszcza greckokatolickiego, w obecności kolatora hr. Erazma Korytowskiego, starosty powiatowego Adama Fedorowicza, obywatelstwa z parafii i około 6000 ludzi dokonał poświęcenia nowego, czwartego z rzędu na parafii, nieukończonego jeszcze kościoła murowanego (brak sufitów, okien i posadzki), który powstał na gruzach spalonego przez Rosjan podczas pierwszej wojny światowej dzięki ofiarności parafian, kolatora i dworów.
Przed 1939 powstały: nowy kościół, Dom Ludowy, mleczarnia, szkoła, Kasa Stefczyka.
W czasie kampanii wrześniowej stacjonował tu IV/1 dywizjon myśliwski Brygady Pościgowej oraz 121. i 122. eskadry myśliwskie. 
W 1931 r. wieś liczyła 2561 mieszkańców, wśród których przeważali Polacy.  W latach 1943–1945 nacjonaliści ukraińscy z OUN - UPA oraz SS Galizien zamordowali 16 Polaków, w tym siostrę zakonną Beatę Kogut ze zgromadzenia służebniczek dębickich, 5 żołnierzy AK i polskiej samoobrony oraz żołnierza Wojska Polskiego i jego matkę.
Od 1944 wieś jest siedzibą rady wiejskiej.

## Zabytki
- kościół pw. Narodzenia NMP - murowany, zbudowany w latach 1924-1931, zamknięty w 1945 r., zwrócony katolikom w 2000 r., konsekrowany w 2004 r[10].

## Ludzie
- Wojciech Blicharski (1899–1940) – porucznik piechoty Wojska Polskiego
- Tomasz Bokłak – polski nauczyciel, w 1931 kierownik 5-klasowej szkoły powszechnej we wsi[11].
- Tomasz Dąbrowski – naczelnik gminy w 1900[12].
- Katarzyna Drapalska – nauczycielka miejscowej 5-klasowej szkoły powszechnej, w 1932 przeniesiona do 6-klasowej szkoły powszechnej w Trybuchowcach[13].
- Jan Gwozdziowski (zm. 4 lutego 1914) - proboszcz[14].
- Marian Kubasiewicz (ur. w Chybicach, zm. 1997 w Szczecinie) – polski naukowiec, pedagog, rektor AR w Szczecinie, absolwent tut. szkoły powszechnej[15].
- Maciej Ochocki herbu Nowina, skarbnik żytomierski poślubił tutaj w 1753 Ludwikę Polanowską "de Usowce"[16]